# Амендола (станция метро)
«Аме́ндола» (итал. Amendola) — станция линии M1 Миланского метрополитена. Подземная станция, располагается под площадью Джованни Амендола (piazza Giovanni Amendola) на северо-западе центральной части Милана.

## История
Станция была открыта в составе первой очереди линии M1 (от станции «Сесто Марелли» до станции «Лотто») 1 ноября 1964 года.
Однако, ещё до ввода в действие, станция была открыта в 1963 году для демонстрации посетителям находившегося в то время поблизости Миланского выставочного центра. Посетителям демонстрировалось оснащение станции и подвижной состав, который был выставлен на путях.
Проектным названием станции было «Фье́ра» (с итал. — «выставка», fiera), по располагавшемуся поблизости выставочному центру, закрытому в первые годы XXI века. В момент открытия станция называлась «Амендола-Фьера», после закрытия выставочного комплекса была переименована в «Амендола».

## Особенности
Устройство станции «Амендола» таково: подземное расположение с двумя путями — по одному для каждого направления и двумя боковыми платформами. Над станционным залом находится особо просторный мезонин с прозрачным потолком, способным принимать большое количество посетителей выставочного центра. Благодаря такому архитектурному решению, станция «Амендола» вместе со станцией «Каяццо» признана охраняемым памятником современной архитектуры.
Станция находится на расстоянии 746 метров от станции «Лотто» и 502 метра от станции «Буонарроти».

## Пересадки
Со станции «Амендола» производятся пересадки на миланский наземный транспорт:
- Автобус

## Оснащение
Оснащение станции:
- Аппараты для продажи билетов
- Бар
- Туалет